# 上益城農業協同組合
上益城農業協同組合（かみましきのうぎょうきょうどうくみあい）は、熊本県上益城郡甲佐町に本店を置く農業協同組合。通称はかみましき農協、愛称はJAかみましき。
事業区域は上益城郡一円（蘇陽地区を除く）。 特産品はトマト・スイカ・イチゴ・キャベツ・ニラ・ピーマン・ミニトマキュウリ・クリ・中玉トマト・サツマイモ・ダイズ・乾燥シイタケ・サトイモ・茶・トウモロコシ・ホウレンソウ・メロン・チンゲンサイ・カボチャ等である。

## 本店・支所
| 店舗コード | 店舗名   | 所在地                      |
| ---------- | -------- | --------------------------- |
| 001        | 本店     | 上益城郡甲佐町白旗543番の1  |
| 002        | 御船支所 | 上益城郡御船町大字御船948―1 |
| 005        | 甲佐支所 | 上益城郡甲佐町大字岩下98―1  |
| 006        | 嘉島支所 | 上益城郡嘉島町大字上島624   |
| 008        | 益城支所 | 上益城郡益城町大字木山260―1 |
| 013        | 矢部支所 | 上益城郡山都町浜町184       |
| 018        | 清和支所 | 上益城郡山都町大平322―1     |

## 事業所
- 本所(〒861-3243 甲佐町白旗543-1)
  - 第1営農センター(〒861-3243 甲佐町白旗543-1)
  - 甲佐支所購買店舗(〒861-3243 甲佐町白旗543-1)
  - 甲佐カントリー(〒861-3243 甲佐町白旗543-1)
- 御船支所(〒861-3207 御船町御船948-1)
  - 御船支所購買店舗(〒861-3207 御船町御船948-1)
  - 御船セルフ給油所(〒861-3204 御船町木倉1114-1)
  - 七滝選果場(〒861-3321 御船町七滝2526)
  - 御船集荷場(〒861-3207 御船町小坂171-2)
  - 葬祭センター 天昇院みふね((〒861-3207 御船町御船948-1))
- 甲佐支所(〒861-4601 甲佐町岩下98-1)
  - 甲佐給油所(〒861-4606 甲佐町横田141-6)
  - 白旗セルフ給油所(〒861-3243 甲佐町白旗1853-3)
  - 甲佐選果場(〒861-4601 甲佐町岩下54)
  - 居宅介護支援事業所「虹のかけ橋」(〒861-3243 甲佐町白旗2247-1)
  - デイサービス「サポートセンター虹」(〒861-3243 甲佐町白旗2247-1)
  - 住宅型有料老人ホーム「ライフサポート虹」(〒861-3243 甲佐町白旗2247-1)
- 嘉島支所(〒861-3106 嘉島町上島624)
  - 嘉島支所購買店舗(〒861-3106 嘉島町上島624)
  - 上益城食材センター(〒861-3106 嘉島町上島624)
  - 上益城農機・車輌センター(〒861-3104  嘉島町北甘木2206)
  - 六嘉給油所(〒861-3104 嘉島町北甘木2206)
  - よかよか うまか とれたて市場 嘉島店(〒861-3104 嘉島町北甘木2206)
  - 嘉島カントリー(〒861-3105 嘉島町上六嘉1733)
  - イオンモール熊本クレア＜インショップ＞(〒861-3106 嘉島町大字上島字長池2232)
- 益城支所(〒861-2242 益城町木山260-1)
  - 益城支所購買店舗(〒861-2242 益城町木山260-1)
  - 第2営農センター(〒861-2242 益城町木山260-1)
  - 益城車両センター(〒861-2242 益城町木山260-1)
  - 益城農機センター(〒861-2242 益城町木山260-1)
  - 益城セルフ給油所(〒861-2242 益城町木山260-1)
  - よかよか うまか とれたて市場 益城店(〒861-2242 益城町木山260-1)
  - 津森給油所(〒861-2202 益城町田原180)
  - 広安セルフ給油所(〒861-2233 益城町惣領1505)
  - 益城西瓜選果場(〒861-2202 益城町田原831)
  - 飯野野菜集荷場(〒861-2222 益城町砥川1985-1)
  - 広安野菜集荷場(〒861-2233 益城町惣領1853)
  - 葬祭センター 天昇院ましき(〒861-2233 益城町惣領1414-2)
- 矢部支所(〒861-3518 山都町浜町184)
  - 矢部支所購買店舗(〒861-3518 山都町南田272)
  - 第3営農センター(〒861-3518 山都町南田272)
  - 清和支所(〒861-3811 山都町大平322-1)
  - 清和支所購買店舗(〒861-3811 山都町大平320-2)
  - 矢部食材センター(〒861-3518 山都町浜町184)
  - 矢部車両センター(〒861-3516 山都町千滝9-2)
  - 山都農機センター(〒861-3787 山都町野尻1026-1)
  - 矢部センター給油所(〒861-3546 山都町南田250-1)
  - 清和文楽給油所(〒861-3811 山都町大平317-1)
  - Aコープ矢部(〒861-3518 山都町浜町233)
  - ふれあいショップせいわ(〒861-3811 山都町大平322-1)
  - ニューヤマザキデイリーストアー矢部店(〒861-3455 山都町北中島2692-5)
  - 矢部製茶工場(〒861-3546 山都町南田245)
  - 矢部野菜集出荷場(〒861-3546 山都町南田366-1)
  - 清和野菜選果場(〒861-3812 山都町鶴ヶ田2620)
  - 清和加工所(〒861-3812 山都町鶴ヶ田2850-1)
  - 居宅介護支援事業所(〒861-3518 山都町浜町184)
  - 訪問介護事業所（たんぽぽ）(〒861-3518 山都町浜町184)
  - グループホーム「やまびこ」(〒861-3518 山都町下馬尾286)
  - 小規模多機能型居宅介護「さくら荘」(〒861-3587 山都町野尻1026-1)
  - 地域密着型通所介護 「もやい」(〒861-3587 山都町野尻1026-1)
  - 特定施設入所者生活介護「たんぽぽ」(〒861-3518 山都町下馬尾299-1)
  - 地域密着型通所介護「大地」(〒861-3518 山都町下馬尾299-1)
  - 食の宅配サービス(〒861-3518 山都町下馬尾290)
  - 総合事業通所A事業所「あおぞら」(〒861-3587 山都町野尻999-2)
- よかよか うまか とれたて市場 花立店(〒861-2118 熊本市東区花立3丁目39-24)